# Avillers (Meurthe-et-Moselle)
Avillers ist eine französische Gemeinde mit 137 Einwohnern (Stand: 1. Januar 2022) im Département Meurthe-et-Moselle in der Region Grand Est (bis 2015 Lothringen). Sie gehört zum Arrondissement Val-de-Briey und ist Mitglied im Gemeindeverband Communauté de communes Cœur du Pays-Haut. Die Einwohner werden Avillersois und Avillersoises genannt.

## Lage
Avillers liegt etwa 42 Kilometer westlich von Thionville. Umgeben wird Avillers von den Nachbargemeinden Spincourt im Westen und Norden, Domprix im Osten, Bouligny im Süden sowie Dommary-Baroncourt im Südwesten.

## Bevölkerungsentwicklung

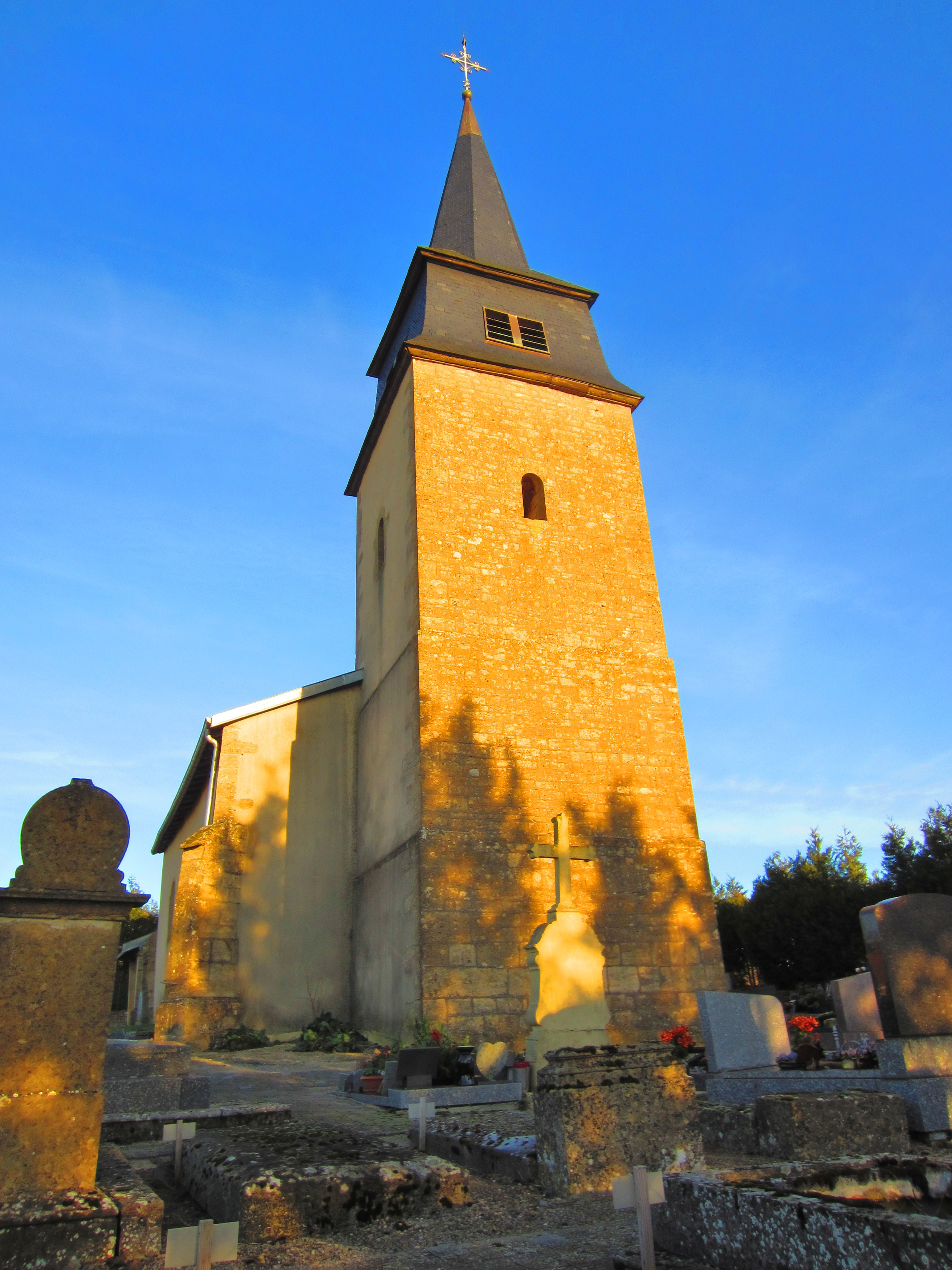
Pfarrkirche Saint-Laurent

| Jahr                       | 1962 | 1968 | 1975 | 1982 | 1990 | 1999 | 2006 | 2019 |
| Einwohner                  | 125  | 96   | 74   | 74   | 58   | 79   | 81   | 129  |
| Quellen: Cassini und INSEE |      |      |      |      |      |      |      |      |

## Sehenswürdigkeiten
- Burg aus dem 13. Jahrhundert
- Pfarrkirche Saint-Laurent aus dem 16. Jahrhundert mit darunterliegendem Ossarium, das seit 1987 als Monument historique eingeschrieben ist